# Liste der denkmalgeschützten Objekte in Müllendorf
Die Liste der denkmalgeschützten Objekte in Müllendorf enthält die 9 denkmalgeschützten, unbeweglichen Objekte der burgenländischen Gemeinde Müllendorf im Bezirk Eisenstadt-Umgebung.

## Denkmäler
| Foto |                 | Denkmal                                                                                | Standort                                    | Beschreibung | Metadaten |
| ---- | --------------- | -------------------------------------------------------------------------------------- | ------------------------------------------- | --- | --- |
| ja   | Datei hochladen | Römischer Thermenkomplex des Vicus von Müllendorf HERIS-ID: 247006seit 2023            | Hauptstraße 35, bei Standort KG: Müllendorf | Thermen der römischen Ansiedlung Anmerkung: Koordinaten aufs Grundstück | BDA-Hist.: Q119231272 Status: Bescheid Stand der BDA-Liste: 2025-06-30 Name: Römischer Thermenkomplex des Vicus von Müllendorf GstNr.: 33             |
| ja   | Datei hochladen | Römischer Vicus Müllendorf HERIS-ID: 113585 Objekt-ID: 131941seit 2020                 | bei Hauptstraße 39 Standort KG: Müllendorf  | Bei einem Bauprojekt wurden 2019 Überreste eines römischen vicus, d.h. eines Dorfes mit kleinstädtischer Struktur, das von Handwerk und Gewerbe geprägt war, gefunden. Die Funde erstrecken sich über einen Zeitraum von etwa 300 Jahren.                  | BDA-Hist.: Q105647164 Status: § 9-Feststellung Bodendenkmal Stand der BDA-Liste: 2025-06-30 Name: Römischer Vicus Müllendorf GstNr.: 39               |
| ja   | Datei hochladen | Johannes Nepomuk-Kapelle HERIS-ID: 29223 Objekt-ID: 25863                              | Kapellenplatz 9 Standort KG: Müllendorf     | Ein kleiner Giebelbau mit halbrunder Apsis und Krüppelwalmdach aus der ersten Hälfte des 18. Jahrhunderts. | BDA-Hist.: Q37925192 Status: § 2a Stand der BDA-Liste: 2025-06-30 Name: Johannes Nepomuk-Kapelle GstNr.: 5023                                         |
| ja   | Datei hochladen | Kath. Pfarrkirche hl. Ägidius HERIS-ID: 29216 Objekt-ID: 25853                         | Kirchengasse 2 Standort KG: Müllendorf      | Eine neugotische Kirche, die nach Plänen des Architekten Johann Schiller in den Jahren 1904/1905 anstelle einer abgetragenen gotischen Kirche errichtet wurde.                                                                                             | BDA-Hist.: Q23681096 Status: § 2a Stand der BDA-Liste: 2025-06-30 Name: Kath. Pfarrkirche hl. Ägidius GstNr.: 281 Pfarrkirche hl. Ägidius, Müllendorf |
| ja   | Datei hochladen | Bildstock HERIS-ID: 29220 Objekt-ID: 25860                                             | bei Kirchengasse 5 Standort KG: Müllendorf  | | BDA-Hist.: Q37925154 Status: § 2a Stand der BDA-Liste: 2025-06-30 Name: Bildstock GstNr.: 169/1                                                       |
| ja   | Datei hochladen | Mariensäule HERIS-ID: 29221 Objekt-ID: 25861                                           | Standort KG: Müllendorf                     | Eine Glockenmadonna aus der 17./18. Jahrhundertwende. | BDA-Hist.: Q37925167 Status: § 2a Stand der BDA-Liste: 2025-06-30 Name: Mariensäule GstNr.: 3697/1                                                    |
| ja   | Datei hochladen | Pest-/Dreifaltigkeitssäule HERIS-ID: 29222 Objekt-ID: 25862                            | Standort KG: Müllendorf                     | Auf einem hohen Sockel die Steinfiguren Sebastian und Rochus sowie die liegende Rosalia und auf der Weinlaubsäule eine Dreifaltigkeitsdarstellung. | BDA-Hist.: Q37925179 Status: § 2a Stand der BDA-Liste: 2025-06-30 Name: Pest-/Dreifaltigkeitssäule GstNr.: 310/2 Dreifaltigkeitssäule Müllendorf      |
| ja   | Datei hochladen | Weißes Kreuz / Hartlkapelle HERIS-ID: 29224 Objekt-ID: 25864                           | Standort KG: Müllendorf                     | Ein Nischenbau aus dem Jahr 1697 mit einem Mariakrönung-Ölbild aus dem ersten Viertel des 18. Jahrhunderts. | BDA-Hist.: Q37925206 Status: § 2a Stand der BDA-Liste: 2025-06-30 Name: Weißes Kreuz/ Hartlkapelle GstNr.: 5773                                       |
| ja   | Datei hochladen | Brunnenstube der Esterházy'schen Schlosswasserleitung HERIS-ID: 29225 Objekt-ID: 25866 | nördlich Villaweg 6 Standort KG: Müllendorf | Die Esterházysche Schlosswasserleitung führte das Wasser des Müllenbachs in den Schlosspark, womit dessen Teiche mit Wasser versorgt wurden. Die Leitung wurde 1821 fertiggestellt, in der Brunnenstube wurde das Wasser von Schlamm und Kreide gereinigt. | BDA-Hist.: Q37925222 Status: § 2a Stand der BDA-Liste: 2025-06-30 Name: Brunnenstube der Esterházy'schen Schlosswasserleitung GstNr.: 4607            |